# 21088 Chelyabinsk
21088 Chelyabinsk este o planetă minoră (asteroid), cu un diametru de 2,793 km, din Asteroid Amor. A fost descoperită pe 30 ianuarie 1992 la Observatorul La Silla de Eric Walter Elst și a fost numită după Celiabinsk. 
Obiectul prezintă o orbită caracterizată de o semiaxă mare de 1,7064338 UAi, o excentricitate de 0,2385, o înclinație de 38,45851 ° în raport cu ecliptica.